# Гай Секстій Кальвін (претор)
Гай Секстій Кальвін (*Gaius Sextius Calvinus, д/н — після 92 до н. е.) — політичний діяч, красномовець часів Римської республіки.

## Життєпис
Походив з впливового плебейського роду Секстіїв Кальвінів. Син Гая Секстія Кальвіна, консула 124 року до н. е. Отримав гарну освіту. У 111 році до н. е. стає квестором. був прихильником оптиматів проти популярів на чолі із Луцієм Аппулієм Сатурніном. Товаришував з поетом і красномовцем Гаєм Юлієм Цезарем Страбоном Вопіском. Сам Кальвін виявив неабикі здібності до ораторського мистецтва. Марк Туллій Цицерон вважав його одним з значних красномовців 90-х років до н. е.
У 92 році до н. е. обирається претором. Під час своєї каденції відновив за рішенням римського сенату на Палатінському пагорбі статую божества (якого саме невідомо). Про подальшу долю невідомо, можливо загинув під час маріанських респресій.